# 진릉군
진릉군 이태경(晋陵君 李泰慶, 1594년 ~ 1612년)은 무옥(誣獄)에 희생된 조선 중기의 왕족이다. 본관은 전주, 초명은 봉경(奉慶), 휘는 태경(泰慶)이다.

## 가계
덕흥대원군의 증손으로, 선조의 백형 하원군 이정의 손자이며 익성군 이향령의 아들이다. 어머니는 좌찬성을 지낸 소세양의 손녀 진주군부인 소씨(晋州郡夫人 蘇氏)이다. 선조의 여섯째 왕자 순화군 이보(李王+土)에게 입양되었다가 파양되었다. 부인은 문과(文科) 연일인(延日人) 정사(鄭泗)의 딸이다.

## 생애
익성군의 셋째아들로 1594년 8월 18일 태어났으며 처음 이름은 봉경(奉慶)이었다가 뒤에 태경으로 개명했다. 1604년 5촌 당숙인 순화군이 후사 없이 죽자 그의 양자로 입양되고, 1609년(광해군 1) 진릉군(晋陵君)에 봉하여졌다. 1612년에 대북파는 영창대군을 지지하던 소북파를 제거하려고 무옥을 일으켰다.
황해도 봉산군수 신률(申慄)은 병역을 피하려다 붙잡힌 김경립(金景立)을 체포하여 유팽석(柳彭錫)을 시켜서 무옥을 꾸미게 하였다.
김경립은 이들이 꾸민 각본에 따라 아버지 김직재(金直哉)의 실직(失職)에 불만을 품은 김백함(金百緘)을 모역의 주모자라고 허위자백하였다. 이로써 김직재·김백함 부자와 김직재의 사위 황보신(皇甫信) 등이 체포되어 모진 고문 끝에 김백함 자신이 모역의 주모자라고 허위자백하면서, 그들이 왕으로 추대한 인물은 진릉군 이태경이라고 진술하였다.
광해군은 당시에 순화군의 장인인 황혁(黃赫)이 신천(新川)에 적거(謫居)하고 있었기에 진릉군이 역모에 가담된 사실에 의심의 여지가 없다고 보고, 역모죄로 다스렸다. 그리하여 그는 절도에 위리안치되고, 1612년 10월 28일 향년 19세로 사사(賜死)되었다.
그리고 그의 형제도 연좌되어 형 진산군 이순경은 강진에, 형 진천군 이희경은 사천에, 동생 진평부정 이승경은 흥양에, 이복동생 양평수 이득경은 이산(理山)에 각각 정배되었다.
묘소는 충남 논산시 은진면 용산리 산 93-3 아버지 익성군묘역 내에 있다.

## 가족 관계
- 아버지 : 익성군 이향령(益城君 李享齡, 1566년 - 1614년)
- 어머니 : 진주군부인 소씨(晋州郡夫人 蘇氏, 1566년 - 1648년), 군수(郡守) 진주인(晋州人) 소수(蘇遂)의 딸.
  - 동복형 : 진산군 이순경(晋山君 李順慶, 1584년 - 1643년)
  - 동복형 : 진천군 이희경(晋川君 李喜慶, 1591년 - 1664년)
  - 동복동생 : 진평부정 이승경(晋平副正 李承慶, 1598년 - 1658년)
  - 동복동생 : 이준경(李浚慶, 1600년 - ?년)
  - 동복동생 : 진계부정 이윤경(晋溪副正 李潤慶, 1604년(1602년) - 1648년)
  - 동복누나 : 이영순(李英順, 1582년 - ?년), 전주인(全州人) 최래길(崔來吉)에게 출가.
  - 동복누나 : 이축순(李丑順, 1589년 - ?년), 해주인(海州人) 정대영(鄭大榮)에게 출가.
  - 동복누나 : 이정순(李貞順, 1592년 - ?년), 평산인(平山人) 신상급(申尙伋)에게 출가.
  - 동복여동생 : 이무순(李戊順, 1608년 - ?년), 연안인(延安人) 이동형(李東馨)에게 출가.
- 후실(父) : 양녀(良女) 응례(應禮)
  - 이복동생 : 양평수 이득경(楊平守 李得慶, 1598년 - 1612년)
  - 이복동생 : 양산수 이인경(楊山守 李仁慶, 1604년(1606년) - 1675년)
  - 이복동생 : 양릉수 이의경(楊陵守 李義慶, ?년 - ?년)
- 아버지(양부) : 순화군 이보(順和君 李王+土), 선조의 6남, 진릉군이 순화군에 입후되었다가 김직재 옥사 때 사망하여 파양되었다.
- 부인 : 현부인 정씨(縣夫人 鄭氏, 1595년 - 1623년), 문과(文科) 연일인(延日人) 정사(鄭泗)의 딸.
  - 아들(양자) : 오성군 이장한(烏城君 李長漢, 1625년 - 1670년), 동복형 진산군의 3남.

## 참고 자료
- 한국학중앙연구원-기년편고, 진릉군태경
- 한국민족문화대백과-이태경
- 한국역대인물종합정보시스템-이태경[깨진 링크(과거 내용 찾기)]